# Karl Jakobs

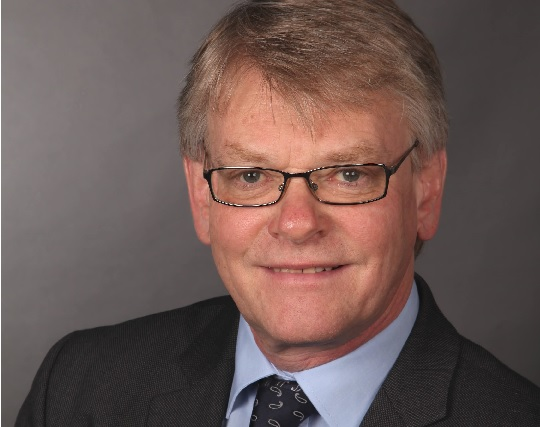
Karl Jakobs

Karl Jakobs (* 1959 in Retterath) ist ein deutscher Physiker und Hochschullehrer.  Er ist seit 2003 Professor für Experimentelle Teilchenphysik an der Albert-Ludwigs-Universität Freiburg.

## Leben
Jakobs beendete 1985 sein Physikstudium an der Friedrich-Wilhelms-Universität Bonn und promovierte 1988 an der Ruprecht-Karls-Universität Heidelberg. Von 1988 bis 1992 war er wissenschaftlicher Mitarbeiter am CERN in Genf, von 1992 bis 1996 am Max-Planck-Institut für Physik in München. Von 1996 bis 2003 war er Professor an der Universität Mainz. 2007 wurde er Physik-Koordinator des ATLAS-Experimentes am LHC des CERN in Genf, bei dem er die Kooperation von 1.600 Physikern miteinander abstimmte. Für 2015 wurde ihm die Stern-Gerlach-Medaille der Deutschen Physikalischen Gesellschaft zugesprochen. Seit dem 1. März 2017 ist er Leiter (Spokesperson) der ATLAS Kollaboration.

## Schriften
- Higgs Boson Searches at Hadron Colliders, Int. J. Mod. Phys. A, Vol 20, No. 12 (2005) 2523–2602, (.pdf), hep-ph/0504099
- Absolute mass lower limit for the lightest neutralino of the MSSM from e+e- data at s up to 209 GeV,  ALEPH Collaboration, Phys. Lett. B583 (2004) 247–263, CERN-EP-2003-07.
- Hadron Collider Physics -from the Tevatron to the LHC - Acta Physica Polonica B, Vol. 34, No. 12 (2003)  5867–5891.
- Physics at the Large Hadron Collider, Nucl. Phys. B (Proc. Suppl.) 116  (2003)  149–158.
- Prospects for the search for a Standard Model Higgs boson in ATLAS using vector boson fusion, Eur. Phys. J C direct  (2003) (.pdf), hep-ph/0402254.
- Performance of the ATLAS hadronic end-cap calorimeter in beam tests, Nucl. Instrum. Methods A482 (2002) 94.
- Impact of energy and luminosity upgrades at LHC on the physics programme of ATLAS, hep-ex/0203019 (2002).
- The physics results of the UA2 experiment at the CERN pp̄ collider, Jakobs, Karl. - München : Max-Planck-Inst. für Physik, 1994
- Untersuchung der Produktionseigenschaften der W- und Z-Bosonen in pp-Kollisionen und Vergleich mit QCD-Modellen, 1988
- Ein optimiertes Verfahren zur Bestimmung der Spurparameter am SAPHIR-Detektor, Bonn : Physikal. Inst., 1984